# Абдула Гегич
Абдула Гегич (сербохорв. Abdulah Gegić, 19 березня 1924, Новий Пазар — 21 червня 2008, Новий Сад) — югославський футболіст і футбольний тренер.
Володар Кубка Туреччини (як тренер).

## Ігрова кар'єра
Відомо, що протягом нетривалої ігрової кар'єри у повоєнні роки грав за команди ОФК (Белград) і «Мачва». 

## Кар'єра тренера
Розпочав тренерську кар'єру 1961 року, очоливши тренерський штаб клубу «Бор». 1965 року деякий час був головним тренером збірної СФРЮ.
Згодом протягом 1965–1966 років очолював тренерський штаб клубу «Партизан». 1966 року прийняв пропозицію попрацювати у клубі «Фенербахче». Залишив стамбульську команду 1967 року, проте усю подальшу тренерську кар'єру зв'язав із Туреччиною.
Протягом одного року, починаючи з 1969, був головним тренером збірної Туреччини. 1972 року був запрошений керівництвом клубу «Бешикташ» очолити його команду, з якою пропрацював до 1973 року.
З 1974 і по 1975 рік очолював тренерський штаб команди «Бурсаспор». 1975 року став головним тренером клубу «Фенербахче», тренував стамбульську команду один рік.
Протягом тренерської кар'єри також очолював команди клубів «Раднички» (Ниш), «Ескішехірспор», «Адана Демірспор», «Аданаспор» та «Самсунспор».
Останнім місцем тренерської роботи був клуб «Ескішехірспор», головним тренером команди якого Абдула Гегич був протягом 1983 року.

## Досягнення

### Як тренера
- Володар кубка Туреччини:

«Ескішехірспор»:  1970-1971
- Володар суперкубка Туреччини:

«Ескішехірспор»:  1971